# Партони
Партони — гіпотетичні складові частини нуклонів, які пізніше були ідентифіковані як кварки й глюони.
Теорію партонів запропонував у 1969 Річард Фейнман для пояснення експериментів, що вивчали зіткнення високоенергетичних адронів. У сучасній фізиці термін зрідка вживається, коли бажано одним словом охопити як кварки, так і глюони. 